# Nossa Senhora da Luz
L'église Nossa Senhora da Luz (Notre-Dame de la Lumière) est un sanctuaire marial et une église catholique située dans la freguesia de Carnide à Lisbonne, au Portugal. Elle est classée comme monument national.
La construction de l'église a été initiée par l'infante Maria, fille de Manuel Ier et d'Éléonore. Elle a été construite entre 1575 et 1596.
L'église a été détruite lors du tremblement de terre de 1755. Seuls le transept et la chapelle principale ont survécu. La façade actuelle a été reconstruite en 1870 par l'architecte Valentim Correia.